# Hired and Fired
Hired and Fired é um curta-metragem mudo norte-americano de 1916, do gênero comédia, com o ator cômico Oliver Hardy.

## Elenco
- Bobby Burns - Pokes
- Walter Stull - Jabbs
- Ethel Marie Burton
- Florence McLaughlin
- Oliver Hardy - (como Babe Hardy)